# Puente de Santo Domingo (Covaleda)
El puente de Santo Domingo, sobre el río Duero, se encuentra ubicado en el término municipal de Covaleda (Soria, España), en un entorno de gran valor paisajístico.
En 2000 fue declarado Bien de Interés Cultural con categoría de Monumento.

## Descripción
Las dimensiones del puente son vano con una luz de 7 metros, una longitud total de 18,50 metros, anchura de tablero de 2,90 metros y 4 metros de altura máxima rasante.
Aceptando como válida la cronología medieval del puente, Pedro  Latorre, en su estudio «Puentes romanos y medievales de la provincia de Soria» describe el puente como de un solo vano, formado por una bóveda de cañón grande y estribos prolongados para formar una rampa que permita  salvar la altura del puente. Perfil alomado. Construido en su totalidad  con una sillería bien labrada de dimensiones casi ciclópeas con diámetros entre 70 y 30 centímetros, con bóveda de 7 metros de luz. Continuando los muros de los estribos existe aguas abajo en su lado derecho, el fundamento de lo que debió  ser una torre de defensa o un portón de control de paso. El relleno de  esta sillería se construye separando masas de canto rodado con lajas planas.